# Oğuzhan Palaz
Oğuzhan Palaz (* 1. Januar 1997 in Manisa) ist ein türkischer Fußballspieler.

## Karriere
Palaz verbrachte seine Jugend bei Manisaspor, 2013 bestritt er für die zweite Mannschaft 7 Spiele. Zur Saison 2014/15 wurde er in den Profikader übernommen. Sein Ligadebüt gab er dann am 30. August 2014 gegen Alanyaspor, das Spiel verlor Manisaspor mit 0:3.
Für die Rückrunde der Saison 2014/15 wurde er an Balçova Yaşamspor ausgeliehen.